# گونی کندی
گونی کندی یک روستا در ایران است که در دهستان ارشق غربی واقع شده‌است. گونی کندی ۵۹ نفر جمعیت دارد.